# Wojna o niepodległość Niderlandów
Wojna o niepodległość Niderlandów – walka o uniezależnienie się Niderlandów od Hiszpanii mająca miejsce w trakcie wojny osiemdziesięcioletniej, która nasiliła się za brutalnych rządów księcia Alby.

## Przyczyny buntu oraz walka o niepodległość
W 1556 r. zamieszki wywołane przez kalwinistów sprowokowały króla Hiszpanii Filipa II do nasilenia represji wobec buntowników religijnych w Niderlandach. W 1568 r. Wilhelm I Orański z dynastii Nassau, początkowo powiernik Karola V, przejął przywództwo nad niderlandzkimi protestantami. Niderlandy zawdzięczały swe istnienie zaangażowaniu Wilhelma w sprawę uniezależnienia się od Hiszpanii.
Wilhelm i jego bracia Jan VI, panujący książę Nassau, i Ludwik byli głównymi propagatorami walczącego kalwinizmu w cesarstwie. Ludwik podróżował po Czechach i Węgrzech, aby nawiązać sojusze z radykalnymi protestantami. Od 1567 r. ok. 60 tys. prześladowanych na terenie cesarstwa kalwinistów tłumnie przybyło do Niderlandów wraz z protestanckimi wojskami i przejęło kilka miast od Hiszpanów. Wobec owych sukcesów w 1573 r. Filip II odwołał księcia Albę z funkcji generała-gubernatora. Po negocjacjach dotyczących zaprzestania ognia w 1576 r. rozpoczęła się końcowa faza rewolty. Wilhelm uchwalił przepisy prawne dla prowincji północnych, ale unia z południowymi regionami nie doszła do skutku z powodu niechęci gezów do kompromisu w kwestiach religijnych.
W 1579 r. siedem północnych prowincji: Holandia, Geldria, Fryzja, Zelandia, Overijssel, Utrecht i Groningen, czyli Zjednoczone Prowincje, zawarły unię utrechcką, z Wilhelmem jako stadhouderem czyli namiestnikiem i w 1581 r. oficjalnie zerwały z Hiszpanią tworząc Republikę Zjednoczonych Prowincji. W 1579 r. regiony południowe połączyły się na mocy unii w Arras i uznały władzę hiszpańskiego generała-gubernatora Aleksandra Farnese, księcia Parmy. W późniejszym czasie owe regiony przeistoczyły się w hiszpańskie Niderlandy, które znajdowały się pod władzą Habsburgów. Wojna trwała jednak nadal, gdyż Farnese wahał się między negocjacjami pokojowymi a dalszym prowadzeniem działań zbrojnych w 1580 r. Filip II wyznaczył nagrodę za głowę Wilhelma, który został zastrzelony przez katolickiego fanatyka w Delfcie w 1584 r.

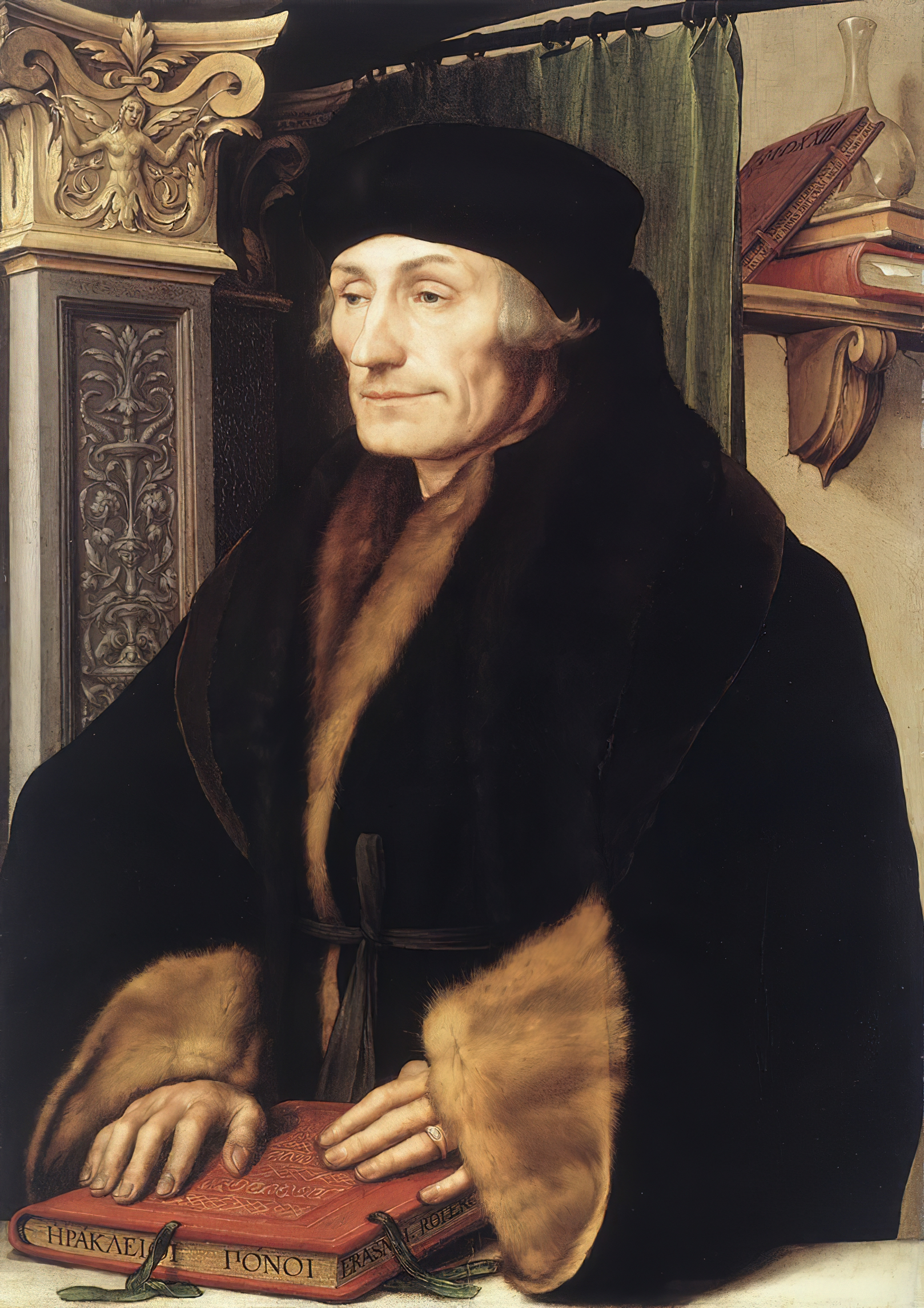
Erazm z Rotterdamu na obrazie Hansa Holbeina młodszego